# 尚慕杰
尚慕杰（英語：James Ralph "Jim" Sasser；1936年9月30日—2024年9月10日），音译詹姆斯·拉尔夫·「吉姆」·萨瑟，是美国政治人物、律师，曾任美國參議員及美國駐中國大使。

## 政治生涯
尚慕杰是美国民主党人，代表田纳西州连任三届美国参议员(1977–1995)，曾任参议院预算委员会主席，尚慕杰在1970年曾擔任前美國副總統艾爾·高爾的父親、參議員老高爾的競選助手，他於該年連任失敗。1976年首次當選參議員，1994年連任參議員失敗。1995年卸任后，獲克林頓總統提名任美国驻华大使。任内发生美国轰炸中国驻南斯拉夫大使馆事件，事后不久尚慕杰离任。

### 1976首次当选

尚慕杰参议员和美国总统吉米·卡特，1977年

## 参议员

### 选举历史
- 1976年美国参议员大选（田纳西州）-民主党初选
  - 尚慕杰, 44%
  - John Jay Hooker, 31%
  - Harry Sadler, 10%
  - David Bolin, 8%
- 1976年美国参议员大选（田纳西州）
  - 尚慕杰(D), 52%
  - Bill Brock (R) (在任), 47%
- 1982年美国参议员大选（田纳西州）
  - 尚慕杰(D) (在任), 62%
  - Robin Beard (R), 38%
- 1988年美国参议员大选（田纳西州）
  - 尚慕杰(D) (在任), 65%
  - Bill Andersen (R), 35%
- 1994年美国参议员大选（田纳西州）
  - 比爾·弗利斯特 (R), 56%
  - 尚慕杰(D) (在任), 42%